# سندرم کبودی دردناک
سندرم کبودی دردناک (انگلیسی: Painful bruising syndrome) که با نام‌های دیگری همچون «حساس شدن گلبول‌های قرمز»، «سندرم گاردنر-دیاموند»، و «پورپورای روانی» نیز شناخته می‌شود، یک بیماری با علت ناشناخته است که با تروما مرتبط است و بیشتر در زنان جوان تا میانسالی دیده می‌شود که دچار نوعی اختلال شخصیت هستند.: ۸۲۹  مشخصه این عارضه، پورپورای موضعی متمایز و خاص است که عمدتاً روی پاها، صورت و تنه رخ می‌دهد، به همراه خون‌مردگی دردناک عودکننده که به‌طور متغیر با غش کردن، تهوع، استفراغ، خونریزی گوارشی و خونریزی داخل جمجمه همراه است.
افراد مبتلا به این بیماری ممکن است دچار کبودی دردناک مکرر در اطراف مفاصل و عضلات را شوند. به دلیل نادر بودن این اختلال، روش‌های درمانی اندکی کمی برای حمایت از بیماران وجود دارد.
به بسیاری از بیماران اَنگِ داشتن یک بیماری روانی زده می‌شود بدون آنکه ارتباط مشخص بین بیماری‌های روانی و این عارضه اثبات شده باشد. مواردی از سندرم کبودی دردناک گزارش شده‌است که در آن هیچ‌گونه اختلال روانی همراه وجود ندارد. مشخص شده که برخی بیماران با شیمی درمانی بهبود می‌یابند. این بیماری را فرانک گاردنر و لوئیس دایموند در سال ۱۹۵۵ شرح دادند.